# Jolumaranahalli, Tumkur
Jolumaranahalli là một làng thuộc tehsil Tumkur, huyện Tumkur, bang Karnataka, Ấn Độ.